# Großuhr
Der Begriff Großuhr ist eine allgemeine Bezeichnung für alle größeren, ortsfesten Räderuhren, beziehungsweise Uhren, die nicht unmittelbar am Körper getragen werden.
Im Gegensatz dazu werden die tragbaren Uhren, wie Taschen- und Armbanduhren, Kleinuhren genannt.
Von den wegen ihrer Abmessungen als Großuhr oder Kleinuhr bezeichneten Uhren sind zu unterscheiden:
- Die Große Uhr zählt über eine ganze Zeigerumdrehung (360°) 24 Stunden.
- Die Kleine Uhr zählt über eine Zeigerumdrehung 12 Stunden.

## Geschichte
Als erste Großuhren vor der Entwicklung eines mechanischen Uhrwerks wurden Wasseruhren und Sanduhren eingesetzt. Mechanische Großuhren kamen erstmals zu Beginn des 14. Jahrhunderts auf.
Die Unterscheidung zwischen Groß- und Kleinuhr wurde jahrhundertelang auf Grund ihrer Antriebsart vorgenommen. Als Großuhren wurden Uhren mit Gewichtsantrieb bezeichnet, während Kleinuhren mit Federantrieb ausgestattet waren. 
Dementsprechend wurden die Hersteller von gewichtsgetriebenen Uhren Großuhrmacher und die Hersteller von federangetriebenen Uhren (dazu gehörten auch Stutzuhren, Tischuhren usw.) Kleinuhrmacher genannt. Klein- und Großuhrmacher waren zeitweise sogar in getrennten Zünften tätig.
Später wurde die Teilung nach der Werkdicke gemacht. Demnach sind Großuhren solche, „deren Werkdicke im Allgemeinen gleich oder mehr als 12 mm beträgt. Großuhren sind Wanduhren, Bodenstanduhren, Weckeruhren, Reiseuhren, Turmuhren“.
Heute sind die Uhren nicht mehr nach ihrer Antriebsart oder Dicke, sondern nach ihrer äußeren Erscheinungsform und unveränderlichen Lage benannt. Zu den Großuhren gehören unter anderem alle öffentlichen Uhren. Doch nicht zwangsläufig muss eine Großuhr auch ausgesprochen groß sein. Auch kleinere Standuhrenmodelle gehören in diese Kategorie. Weiter werden Großuhren nach ihrem Antrieb unterteilt in Gewichtuhren, Federuhren, Druckluftuhren oder elektrische Uhren.
Anstatt einer Unterteilung der Großuhren nach ihrem Antrieb kann auch eine Unterteilung nach dem Gangregler erfolgen, z. B. Sonnenuhren, Wasser- und Sanduhren, Kugelumlaufuhren, Unrast-Uhren, Torsionspendel-Uhren, Pendeluhren, Unruhuhren mit Spiralfeder, Synchronmotoruhren, Stimmgabeluhren, Quarzuhren, Atomuhren, und die radiometrische Datierung (synonym geodätische Uhr).